# Pirate Records
Pirate Records war ein deutsches Musiklabel mit Sitz in München. Der Vertrieb der Tonträger des Unternehmens erfolgte durch Sony Music. Die meisten Künstler des Labels waren in den Genres Rock, Pop oder Comedy aktiv.

## Geschichte
Pirate Records wurde 2002 in Köln vom ehemaligen BMG-Mitarbeiter Walter Pütz und dem Comedian Michael Mittermeier gegründet. Geplant war ein Fokus auf die Genres Rock, Pop und Comedy. Zeitgleich wurde mit Pirate Publishing ein an das Label angegliederter Verlag ins Leben gerufen.
Noch im selben Jahr erlangte das Label durch eine Medienkampagne Aufmerksamkeit. Das „Comeback“ einer fiktiven britischen Band der 1970er-Jahre namens „The Hotz“ wurde ab Juni 2002 annonciert und durch gefälschte zeitgenössische Dokumente und Interviews eingeweihter Branchenvertreter unterstützt. Im Oktober 2002 wurde der Hoax aufgelöst; tatsächlich verbarg sich hinter „The Hotz“ das hessische Comedy-Duo Badesalz, das auf Pirate Records ein Album veröffentlichte, aber dabei nicht unter dem vertraglich geschützten Namen auftreten durfte.
2003 zog das Label nach München um. 2004 wurde mit Gregor Stöckl der ehemalige Deutschland-Geschäftsführer von Virgin Music für den Bereich A & R angeworben. 2006 wurde die Firma liquidiert.

## Künstler (Auszug)
Das Label hatte sich auf die Genres Rock, Pop und Comedy spezialisiert. Es veröffentlichte unter anderem Tonträger folgender Künstler:
- 4Backwoods (Eitorf, Rock)
- Andreas Müller (Bühlertal, Comedy)
- Cowboys on Dope (Rock, Köln)
- Emil Bulls (München, Nu Metal)
- Frank-Markus Barwasser (Mainz, Comedy)
- Driftland (Hannover, Pop)
- Helmut Zerlett (Jazz)
- Katy Karrenbauer (Berlin, Pop)
- Keimzeit (Bad Belzig, Rock)
- Matthias Deutschmann (Freiburg im Breisgau, Comedy)
- Michael Mittermeier (Pullach, Comedy)
- Microphone Mafia (Köln, Hip-Hop)
- Mindwise (Burgdorf, Rock)
- Moana Maniapoto (Neuseeland, Singer-Songwriter)
- Rausch (Köln, Rock)
- Somersault (Pullach, Pop)
- The Hotz (Hessen, Pop)
- Willy Astor (München, Pop)